# المصنعة (المخادر)

تعديل مصدري - تعديل

المصنعة محلة تابعة لقرية الحواير، التابعة لعزلة بني سرحة بمديرية المخادر إحدى مديريات محافظة إب في الجمهورية اليمنية، بلغ تعداد سكانها 73 حسب تعداد اليمن لعام 2004.